# 上福尔米切
福尔米切阿尔托，是西班牙阿拉贡自治区特鲁埃尔省的一个市镇。总面积78平方公里，总人口204人（2001年），人口密度3人/平方公里。